# Gheorghe Pîrîu
Gheorghe Pîrîu (n. 17 mai 1926, Huși – d. 30 septembrie 2011, Râmnicu Vâlcea) a fost un producător român de filme.

## Biografie
A absolvit Institutul Teologic din Galați și Institutul de Studii Administrative din București. A fost profesor și director la Teatrul de revistă „Constantin Tănase”, la Circul Globus și la Studioul Cinematografic „Alexandru Sahia”, unde a înființat școala de cascadori.
A realizat aproape cincizeci de filme de lung metraj, printre care se află și cunoscutele Burebista, Mihai Viteazul, Tudor, Haiducii.

## Filmografie selectivă
- Tudor (1963) - administrator de producție
- Străinul (1964) - șef de producție
- Cartierul veseliei (1965) - șef de producție
- Haiducii (1966) - șef de producție
- Dacii (1967) - șef de producție
- De trei ori București (1968) - șef de producție
- Gioconda fără surîs (1968) - șef de producție
- Mihai Viteazul (1971) - director de producție
- Cu mîinile curate (1972) - administrator producător
- Ultimul cartuș (1973) - administrator producător
- Stejar – extremă urgență (1974) - directorul filmului
- Casa de la miezul nopții (1976) - directorul filmului
- Războiul independenței (1977) - director film
- Pentru patrie (1978) - directorul filmului
- Ora zero (1979) - directorul filmului
- Drumul oaselor (1980) - directorul filmului
- Burebista (1980) - directorul filmului
- Femeia din Ursa Mare (1982) (1982) - director de producție
- Comoara (1983) - directorul filmului
- Dragostea și revoluția (1983) - directorul de producție al filmului
- Dreptate în lanțuri (1984) - directorul filmului
- Masca de argint (1985) - directorul filmului
- Colierul de turcoaze (1986) - directorul filmului
- Totul se plătește (1987) - directorul filmului[1]
- Noiembrie, ultimul bal (1989) - directorul filmului
- Rochia albă de dantelă (1989) - directorul filmului